# Hohenbuehelia longipes
Hohenbuehelia longipes är en svampart som först beskrevs av Jean Louis Emile Boudier, och fick sitt nu gällande namn av Meinhard (Michael) Moser 1967. Hohenbuehelia longipes ingår i släktet Hohenbuehelia och familjen musslingar.  Arten är reproducerande i Sverige. Inga underarter finns listade i Catalogue of Life.